# 卡雷尔·乌尔班内克
卡雷尔·乌尔班内克（捷克語：Karel Urbánek；1941年3月22日—），捷克斯洛伐克政治人物，为捷克斯洛伐克共产党最后一任总书记（此后，捷共的最高领导人改称主席）。

## 生平
1963年，加入捷克斯洛伐克共产党。1989年11月24日，接任捷共中央總書記；11月29日，捷共政权在天鹅绒革命中垮台，实际僅執政6天；保留捷共中央总书记职务至12月20日。1990年起，他一直是捷克和摩拉维亚共产党成员。